# Explozia de la Mihăilești
Pe 24 mai 2004, în comuna Mihăilești, județul Buzău, România, un autocamion încărcat cu azotat de amoniu s-a răsturnat și a luat foc. O oră mai târziu, acesta a explodat, ucigând 18 persoane și rănind alte 13.

## Desfășurarea evenimentului
La ora 4:57, un autocamion încărcat cu 20 de tone de azotat de amoniu s-a răsturnat pe drumul expres E85 care leagă Bucureștiul de Moldova, în apropiere de comuna Mihăilești din județul Buzău. La scurt timp după accident, autocamionul a luat foc, iar șoferul a sunat imediat la numărul de urgență. Două autospeciale de pompieri au ajuns la fața locului 20 de minute mai târziu și au început să stingă incendiul. A sosit și o echipă de televiziune, care a început să filmeze pentru un jurnal de știri. Între timp, sătenii curioși s-au adunat în jurul locului accidentului. La ora 5:47, a avut loc o mică explozie în cabina camionului, urmată două minute mai târziu de o explozie mai mare care a ucis șapte pompieri, echipa de televiziune (Ionuț Barbu și Elena Popescu de la Antena 1), mai mulți săteni și șoferul camionului, în total 18 persoane; alte 13 persoane au fost rănite. Dintre cele 18 persoane decedate, două (șoferul camionului și unul dintre pompieri) au trebuit să fie identificate prin teste ADN. Explozia a lăsat în urmă un crater de 6,5 metri adâncime, rămășițe umane și resturi împrăștiate pe o rază de câteva sute de metri și a provocat pagube în valoare de aproximativ 70.000 de euro.

## Urmări

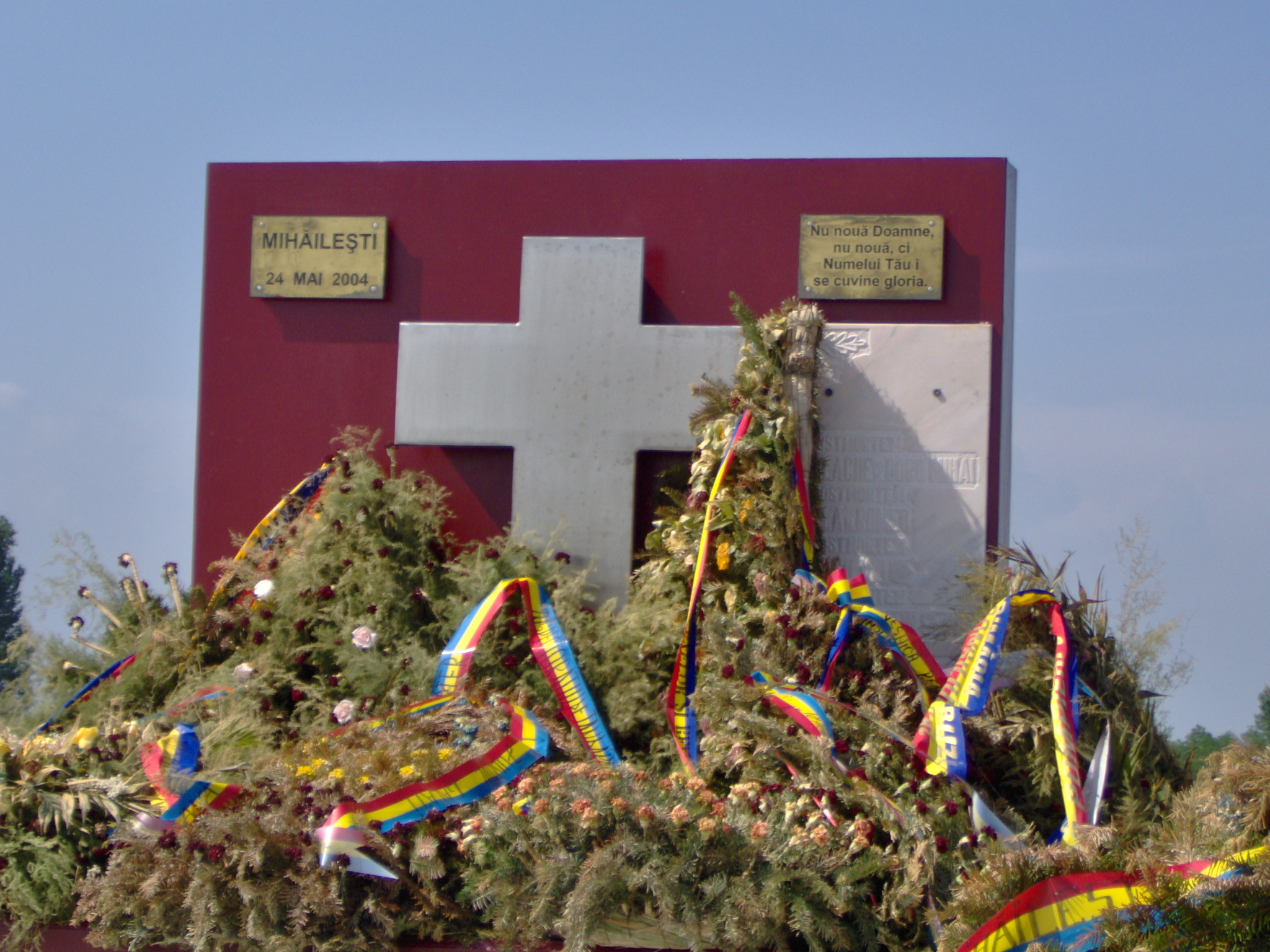
Monumentul comemorativ

În urma acestui eveniment, normele de siguranță pentru transportul substanțelor chimice au fost îmbunătățite, iar azotatul de amoniu a fost clasificat drept un compus chimic periculos. Ion Gherghe, directorul uzinei Doljchim care a produs azotatul de amoniu, precum și administratorii celor două companii implicate în transportul acestei substanțe fără măsuri de siguranță, Mihai Gună și Ionel Ionuț Neagoe, au fost acuzați de omor din culpă și daune materiale. Toți au fost găsiți vinovați și condamnați la patru ani de închisoare, precum și la plata unor despăgubiri familiilor victimelor.
În 2007, la trei ani după eveniment, a fost ridicat un monument în memoria victimelor tragediei. Evenimentul este comemorat în fiecare an pe 24 mai de rudele victimelor și reprezentanți ai Inspectoratului pentru Situații de Urgență Buzău.